# Palacio de Cañedo
El palacio de Cañedo está situado en el concejo asturiano de Candamo.

## Descripción
El palacio es de tres plantas. En la planta baja está la puerta principal con dos ventanas simétricas. En la primera planta tiene el balcón principal y a su derecha el escudo de armas. En la segunda planta, hay una larga galería abierta, con forjado de metal. Destaca del edificio un gran alero de madera. El palacio es parte de un conjunto, en el que hay una capilla, una torre, unas cuadras y la vivienda de la familia de caseros.